# Gordon Malone
Gordon Malone (New York, 17 luglio 1974) è un ex cestista statunitense.

## Carriera
Dopo due stagioni alla West Virginia University, venne selezionato come 43ª scelta assoluta al secondo giro del draft NBA 1997 dai Minnesota Timberwolves; non disputò tuttavia alcun incontro nella NBA.
Giocò successivamente in Polonia, Argentina, Grecia, Cina; e inoltre in American Basketball Association e nelle serie minori statunitensi. Per due stagioni militò negli Harlem Globetrotters.